# Équipe cycliste Qhubeka NextHash

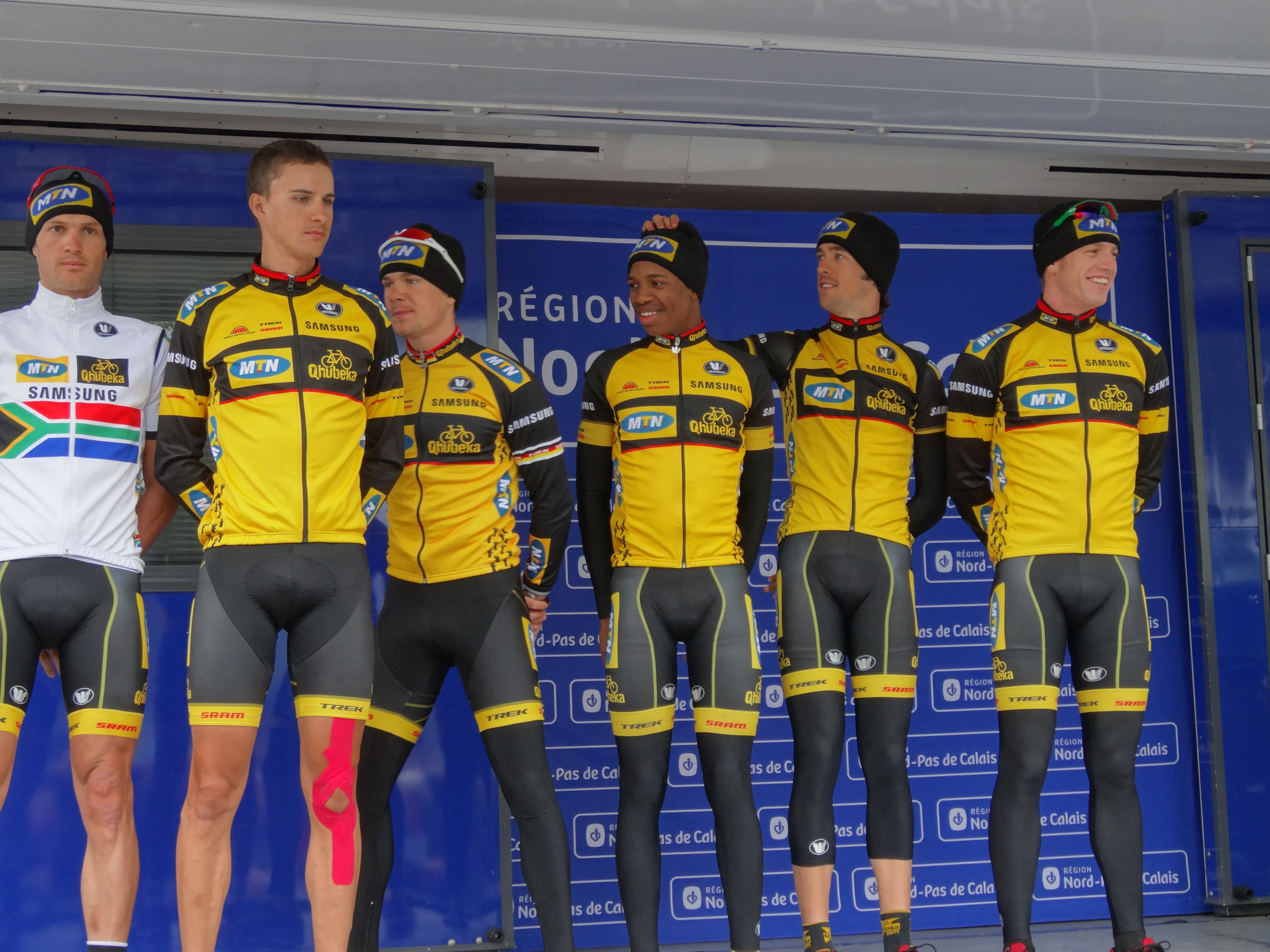
L'équipe MTN Qhubeka aux Quatre Jours de Dunkerque 2013.

Pour les articles homonymes, voir MTN.
L'équipe cycliste Qhubeka NextHash (connue précédemment comme l'équipe MTN, Dimension Data, NTT Pro Cycling ou Qhubeka-Assos) est une équipe cycliste sud-africaine, active entre 1997 et 2021. Elle court avec le statut d'UCI WorldTeam de 2016 à 2021, date de sa disparition. Elle a notamment remporté la classique Milan-San Remo en 2013 grâce à l'Allemand Gerald Ciolek, ainsi que plusieurs étapes sur les grands tours.
Durant son existence, la formation Qhubeka est la réserve de l'équipe.

## Histoire de l'équipe

### Fondation de l'équipe MTN
L'équipe est créée en 1997 par Douglas Ryder, qui en est à la fois l'un des coureurs et le propriétaire,. Durant ses premières années, elle a notamment pour sponsors Lotus Development, IBM, puis Microsoft à partir de 2002,.
En 2008, elle devient une équipe continentale et recrute David George. Elle remporte cette année-là le classement par équipes de l'UCI Africa Tour, ainsi que le classement individuel avec Nicholas White. Elle est à nouveau première de ce classement par équipes en 2010 et 2012. Cette saison 2012 voit la révélation du coureur sud-africain Reinardt Janse van Rensburg : champion d'Afrique du Sud du contre-la-montre, il termine à la dixième place de l'UCI Europe Tour en gagnant entre autres le Tour de Bretagne et le Tour d'Overijssel. Il est recruté en fin d'année par l'équipe néerlandaise Argos-Shimano.
En 2013, MTN-Qhubeka est la première équipe africaine à acquérir le statut d'équipe continentale professionnelle. Elle peut ainsi bénéficier d'invitations pour les courses de l'UCI World Tour. Elle recrute plusieurs coureurs européens dont Gerald Ciolek, qui remporte la classique Milan-San Remo.
L'équipe espère participer au Tour d'Italie en 2014, mais les organisateurs ne retiennent finalement pas sa candidature. Néanmoins, elle ambitionne toujours de devenir la première équipe africaine à disputer le Tour de France en 2015. Elle participa en 2014 au Tour d'Espagne, son premier grand tour.

### Première équipe africaine sur le Tour de France
En juillet 2014, l'équipe annonce qu'elle utilisera des vélos de la marque Cervélo pour la saison 2015 et que Brian Smith est nommé provisoirement manager général de l'équipe pour préparer 2015,. Elle participe à son premier Tour de France en juillet, devenant la première équipe du continent sélectionnée pour la Grande Boucle. Steve Cummings apporte à l'équipe sa première victoire sur le Tour, avec sa victoire sur la quatorzième étape lors de la Journée internationale Nelson Mandela. Daniel Teklehaimanot marque l'histoire du Tour de France 2015 en passant quatre jours avec le maillot à pois, devenant non seulement le premier érythréen, mais également le premier africain à porter ce maillot. Le succès attire l'attention de l'ensemble du monde du cyclisme. La deuxième victoire de l'équipe en Grand Tour a lieu le mois suivant lors du Tour d'Espagne, où Kristian Sbaragli s'impose lors d'un sprint réduit sur la dixième étape.

### 2016-2019: Dimension Data, équipe UCI World Tour
En 2016, l'équipe change de nom pour « Team Dimension Data for Quebeka », du nom de son nouveau commanditaire principal. À la suite de recrutements importants en vue de la prochaine saison, il est annoncé le 25 novembre 2015 qu'elle est promue au niveau UCI World Tour en 2016, se voyant accorder la 18e et dernière place disponible,, une première pour une équipe africaine. Elle renforce son effectif en recrutant plusieurs coureurs d'expérience dont Mark Cavendish, Mark Renshaw, Bernhard Eisel, Kanstantsin Siutsou et Igor Antón. Pour sa première saison dans l'élite, l'équipe gagne cinq étapes sur le Tour de France (quatre pour Mark Cavendish et une pour Steve Cummings), alors que Omar Fraile termine meilleur grimpeur du Tour d'Espagne. Elle termine dernière du classement World Tour.
En 2017, le sprinteur Mark Cavendish manque une bonne partie de la saison en raison d'une blessure et ne remporte qu'une seule course. Dimension Data est pour la deuxième année consécutive dernière du classement par équipes, malgré deux victoires d'étapes sur les grands tours (Edvald Boasson Hagen sur le Tour de France et Omar Fraile sur le Tour d'Italie). La saison suivante voit le retour du Sud-africain Louis Meintjes au sein de l'effectif. L'équipe remporte seulement sept succès, dont deux étapes du Tour d'Espagne pour Benjamin King et termine une nouvelle fois dernière du World Tour. Leur sprinteur vedette Mark Cavendish, victime de nombreuses chutes lors de la saison obtient un seul succès.
La saison 2019 est également décevante. L'équipe n'obtient que sept victoires, dont une seule sur le World Tour, avec le succès d'Edvald Boasson Hagen lors de la première étape du Critérium du Dauphiné. Celui-ci sauve le bilan de l'équipe avec Giacomo Nizzolo en comptant 3 victoires chacun. Nizzolo monte également sur le podium de l'EuroEyes Cyclassics. Les autres leaders sont passés à côté de leur saison, à l'image de Michael Valgren ou de Mark Cavendish qui n'a pas été retenu pour le Tour de France. L'équipe se classe 22e du classement mondial (17e sur 18 parmi les équipes du World Tour).

### 2020: des difficultés financières
En 2020, l'équipe change de nom et devient NTT Pro Cycling. Dimension Data est une société de services informatiques sud-africaine qui a été rachetée en 2010 par le japonais Nippon Telegraph and Telephone (NTT). NTT est un opérateur de téléphonie leader du marché japonais et qui investit beaucoup d’argent en vue des Jeux olympiques de Tokyo. Le danois Bjarne Riis devient le manager général de l'équipe qu recrute notamment le champion du monde espoirs Samuele Battistella et le rouleur Victor Campenaerts. Fin septembre, NTT annonce mettre fin à son sponsoring à l'issue de la saison, mettant en péril l'avenir de l'équipe,. En novembre, Riis, qui devait acheter une participation d'un tiers dans les parts de l'équipe avec ses partenaires commerciaux Jan Bech Andersen et Lars Seier Christensen, quitte finalement l'équipe,.
Sur le plan sportif, l'équipe est 21e du classement mondial et obtient huit succès. Giacomo Nizzolo est l'homme fort de la saison de l'équipe. Il devient champion d'Europe et champion d'Italie et gagne une étape du Tour Down Under et de Paris-Nice. Sur les classiques, il se classe  deuxième de Kuurne-Bruxelles-Kuurne et cinquième de Milan-San Remo. Longtemps à la lutte pour le podium sur le Tour d'Italie, Domenico Pozzovivo se classe finalement onzième d'une course où Ben O'Connor gagne l'étape de la Madonna di Campiglio. Victor Campenaerts cumule les deuxièmes places sur des contre-la-montre tout au long de la saison et obtient la médaille de bronze aux championnats d'Europe de la spécialité.

### 2021: dernière saison
Au bord de la dissolution, la formation est finalement sauvée en 2021 et est renommée Team Qhubeka Assos, du nom de ses sponsors, l'ONG Qhubeka et la société suisse Assos, spécialisée dans les vêtements et accessoires de cyclisme. 19 coureurs  quittent l'équipe, dont Michael Valgren, Roman Kreuziger, Louis Meintjes et Edvald Boasson Hagen. 17 autres sont recrutés, avec notamment Fabio Aru, Simon Clarke et Sergio Henao. 
Le bilan de l'année 2021 se résume à cinq succès et une vingtième place au classement UCI. Trois de ses victoires sont obtenues sur le Tour d'Italie grâce à Mauro Schmid, Giacomo Nizzolo et Victor Campenaerts. Nizzolo gagne les deux autres succès de l'équipe (Clasica de Almeria et Circuit de Getxo) et se classe notamment deuxième de Gand-Wevelgem et quatrième de la Classic Bruges-La Panne. Sur les courses par étapes, Campenaerts termine troisième du Benelux Tour, tandis que les grimpeurs de l'équipe déçoivent.
Le 24 juin 2021, à deux jours du départ du Tour de France, l'équipe est renommée Qhubeka NextHash après l'arrivée d'un nouveau co-sponsor, le groupe NextHash, spécialisé dans la finance. Cependant à l'issue de la saison, elle ne parvient pas à réunir le budget nécessaire pour continuer en 2022, ce qui entraine un refus de licence World Tour et la dissolution de l'équipe.

## Principales victoires

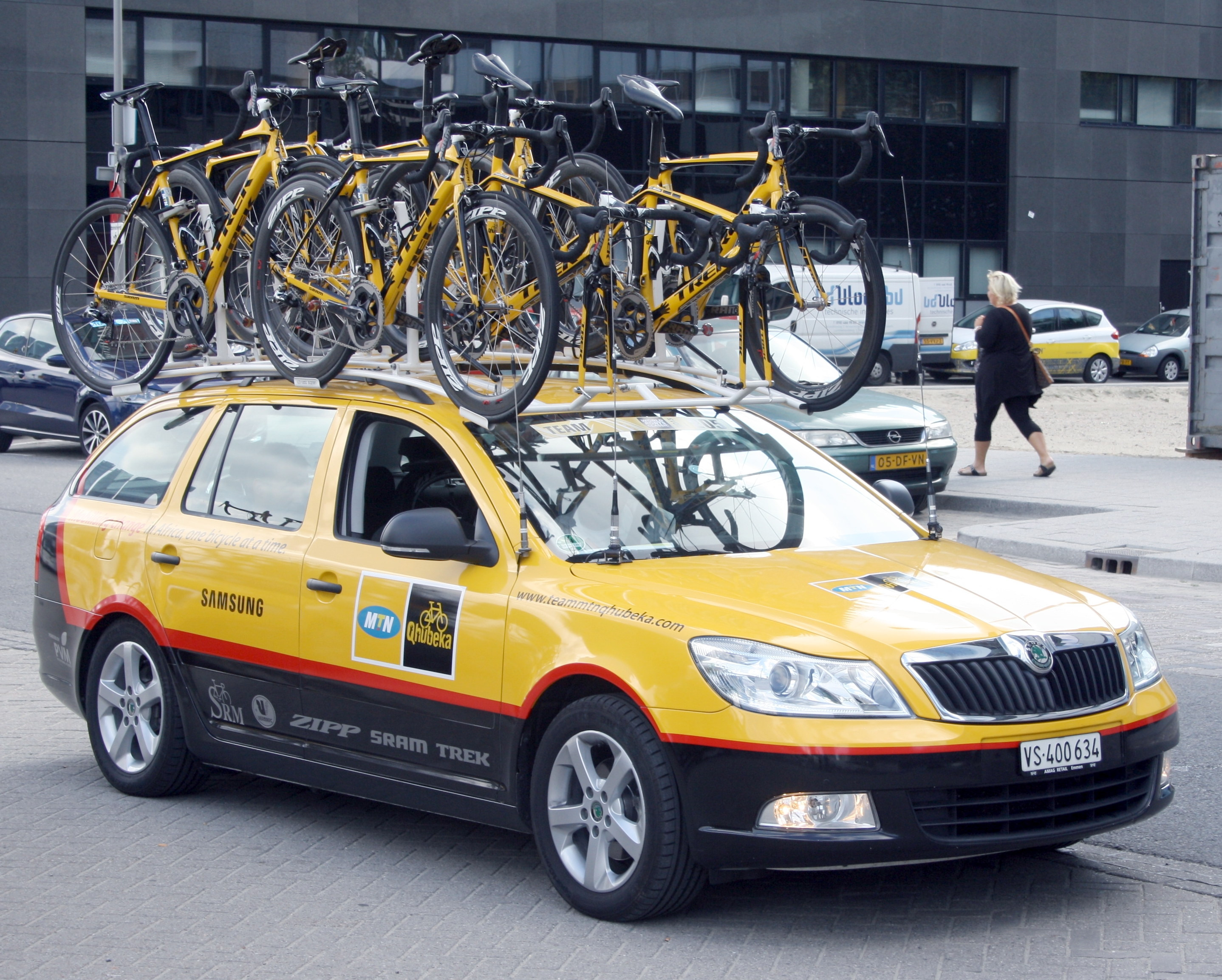
Véhicule de l'équipe en 2013

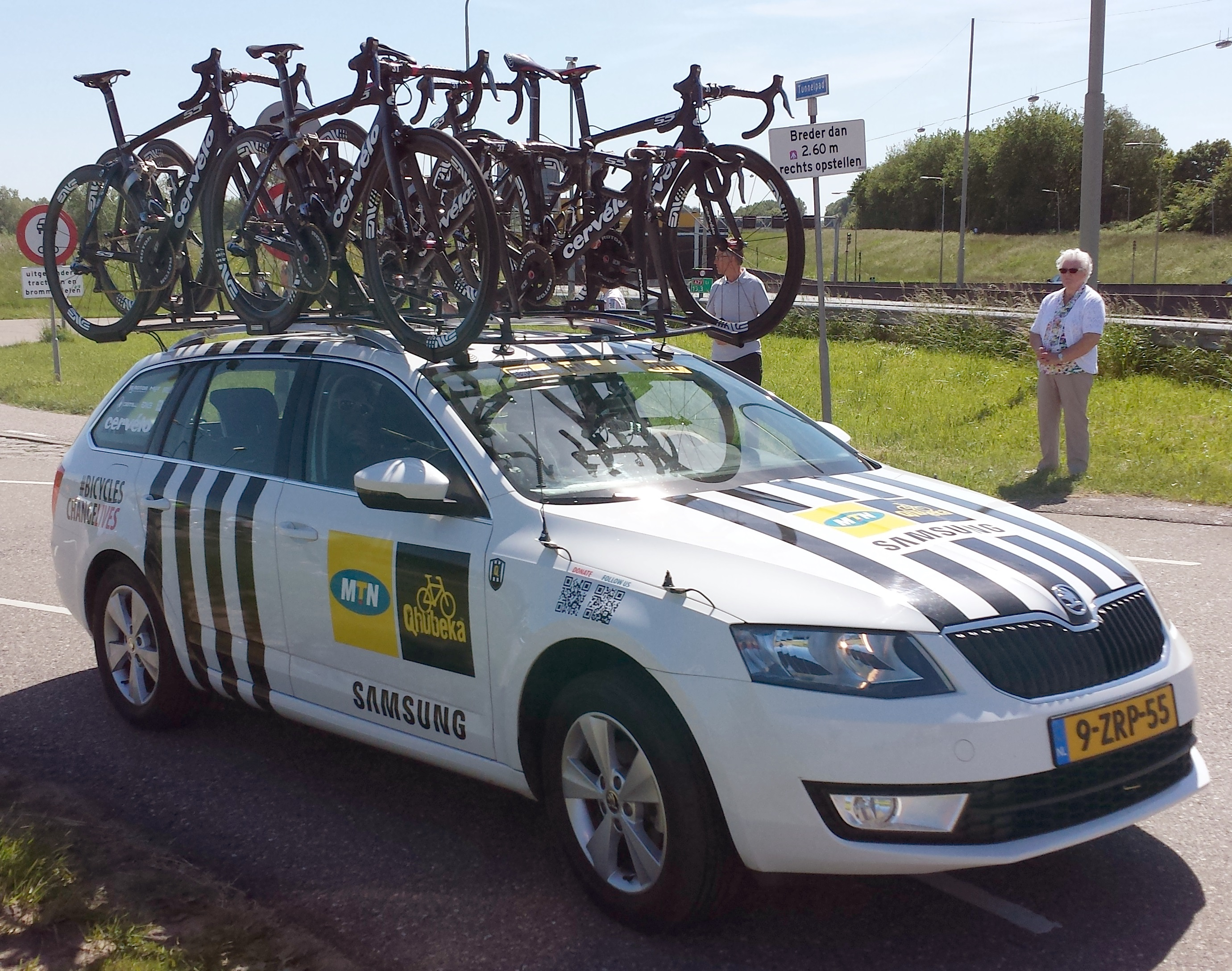
Véhicule de l'équipe en 2015

### Compétitions internationales
Contrairement aux autres courses, les championnats du monde et championnats continentaux sont disputés par équipes nationales et non par équipes commerciales.
 Championnats du monde sur piste
- Américaine : 2016 (Mark Cavendish)

 Championnats d'Afrique sur route
- Course en ligne : 2015 (Louis Meintjes) et 2018 (Amanuel Gebrezgabihier)
- Contre-la-montre : 2018 (Mekseb Debesay) et 2019 (Stefan de Bod)

 Championnats d'Europe sur route
- Course en ligne : 2020 (Giacomo Nizzolo)

### Courses d'un jour
Victoires sur les classiques de niveau World Tour ou équivalent (en gras les victoires sur les classiques « Monuments ») :
- Milan-San Remo : 2013 : Gerald Ciolek

Victoires sur les autres courses d'un jour :
- Amashovashova National Classic : 2008 (Malcolm Lange)
- Circuit de Wallonie : 2012 (Reinardt Janse van Rensburg)
- Ronde van Zeeland Seaports : 2012 (Reinardt Janse van Rensburg)
- Trofeo Andratx-Mirador d'Es Colomer : 2015 (Steve Cummings)
- Clásica de Almería : 2021 (Giacomo Nizzolo)
- Circuit de Getxo : 2021 (Giacomo Nizzolo)

### Courses par étapes
- Tour d'Égypte : 2008 (Jay Robert Thomson)
- Tour du Maroc : 2012 (Reinardt Janse van Rensburg)
- Tour de Bretagne : 2012 (Reinardt Janse van Rensburg)
- Tour d'Overijssel : 2012 (Reinardt Janse van Rensburg)
- Tour d'Érythrée : 2012 (Jacques Janse van Rensburg)
- Mzansi Tour : 2014 (Jacques Janse van Rensburg)
- Tour de Langkawi : 2015 (Youcef Reguigui), 2016 (Reinardt Janse van Rensburg), 2017 (Ryan Gibbons)
- Semaine internationale Coppi et Bartali : 2015 (Louis Meintjes)
- Tour de Grande-Bretagne : 2015 (Edvald Boasson Hagen), 2016 (Steve Cummings)
- Tour du Qatar : 2016 (Mark Cavendish)
- Tour de Yorkshire : 2017 (Serge Pauwels)
- Tour de Norvège : 2017 (Edvald Boasson Hagen)
- Tour des Fjords : 2017 (Edvald Boasson Hagen)

### Championnats nationaux
- Championnats d'Afrique du Sud sur route : 17
  - Course en ligne : 2008 (Ian McLeod), 2010 (Christoff van Heerden), 2013 (Jay Robert Thomson), 2014 (Louis Meintjes), 2015 (Jacques Janse van Rensburg), 2016 (Jacobus Venter), 2017 (Reinardt Janse van Rensburg) et 2020 (Ryan Gibbons)
  - Contre-la-montre : 2010 (Kevin Evans), 2011 (Daryl Impey) et 2012 (Reinardt Janse van Rensburg)
  - Course en ligne espoirs : 2010 (Reinardt Janse van Rensburg), 2012 (Calvin Beneke), 2013 et 2014 (Louis Meintjes)
  - Contre-la-montre espoirs : 2013 et 2014 (Louis Meintjes)
- Championnats de Biélorussie sur route : 2
  - Course en ligne : 2016 (Kanstantsin Siutsou)
  - Contre-la-montre : 2016 (Kanstantsin Siutsou)
- Championnats d'Érythrée sur route : 9
  - Course en ligne : 2015 (Natnael Berhane), 2016 (Daniel Teklehaimanot) et 2018 (Merhawi Kudus)
  - Contre-la-montre : 2015 et 2016 (Daniel Teklehaimanot), 2017 Mekseb Debesay et 2019 (Amanuel Gebrezgabihier)
  - Course en ligne espoirs : 2016 (Merhawi Kudus)
  - Contre-la-montre espoirs : 2015 et 2016 (Merhawi Kudus)
- Championnats d'Éthiopie sur route : 4
  - Course en ligne : 2013 et 2014 (Tsgabu Grmay)
  - Contre-la-montre : 2013 et 2014 (Tsgabu Grmay)
- Championnats de Grande-Bretagne sur route : 2
  - Course en ligne : 2017 (Steve Cummings)
  - Contre-la-montre : 2017 (Steve Cummings)
- Championnats d'Italie sur route : 1
  - Course en ligne : 2020 (Giacomo Nizzolo)
- Championnats de Lituanie sur route : 1
  - Contre-la-montre : 2013 (Ignatas Konovalovas)
- Championnats de Namibie sur route : 4
  - Course en ligne : 2011 et 2012 (Lotto Petrus)
  - Contre-la-montre : 2011 et 2012 (Lotto Petrus)
- Championnats de Norvège sur route : 6
  - Course en ligne : 2015 et 2016 (Edvald Boasson Hagen)
  - Contre-la-montre : 2015, 2016, 2017 et 2018 (Edvald Boasson Hagen)
- Championnats du Rwanda sur route : 3
  - Course en ligne : 2012 (Adrien Niyonshuti)
  - Contre-la-montre : 2016 et 2017 (Adrien Niyonshuti)
- Championnats des Pays-Bas de cyclisme sur piste : 3
  - Omnium : 2015 (Theo Bos)
  - Kilomètre : 2015 (Theo Bos)
  - Vitesse individuelle : 2015 (Theo Bos)

## Bilan sur les grands tours
- Tour de France
  - 7 participations (2015, 2016, 2017, 2018, 2019, 2020, 2021)
  - 7 victoires d'étapes : 
    - 1 en 2015 : Steve Cummings
    - 5 en 2016 : Mark Cavendish (4) et Steve Cummings
    - 1 en 2017 : Edvald Boasson Hagen
- Tour d'Italie
  - 6 participations (2016, 2017, 2018, 2019, 2020 et 2021)
  - 5 victoires d'étapes :
    - 1 en 2017 : Omar Fraile
    - 1 en 2020 : Ben O'Connor
    - 3 en 2021 : Mauro Schmid, Giacomo Nizzolo et Victor Campenaerts
- Tour d'Espagne
  - 8 participations (2014, 2015, 2016, 2017, 2018, 2019, 2020, 2021)
  - 3 victoires d'étapes : 
    - 1 en 2015 : Kristian Sbaragli
    - 2 en 2018 : Benjamin King (2)

  - 1 classement annexe :
    - Grand Prix de la montagne : Omar Fraile (2016)

## Classements UCI

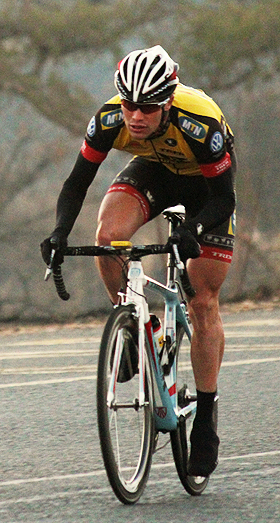
Reinardt Janse van Rensburg en 2012.

De 2008 à 2015, l'équipe participe aux circuits continentaux et principalement à des épreuves de l'UCI Africa Tour. Les tableaux ci-dessous présentent les classements de l'équipe sur les différents circuits, ainsi que son meilleur coureur au classement individuel.
L'équipe a remporté le classement individuel de l'UCI Africa Tour 2008 par le biais de Nicholas White et à cinq reprises le classement par équipes de l'UCI Africa Tour.
UCI Africa Tour
| Saison | Classement par équipes | Meilleur coureur au classement individuel |
| ------ | ---------------------- | ----------------------------------------- |
| 2008   | 1re                    | Nicholas White (1er)                      |
| 2009   | 2e                     | Jay Robert Thomson (4e)                   |
| 2010   | 1re                    | Christoff van Heerden (7e)                |
| 2011   | 4e                     | Reinardt Janse van Rensburg (13e)         |
| 2012   | 1re                    | Reinardt Janse van Rensburg (3e)          |
| 2013   | 1re                    | Jay Robert Thomson (7e)                   |
| 2014   | 1re                    | Louis Meintjes (7e)                       |
| 2015   | 3e                     | Louis Meintjes (16e)                      |
| 2016   | -                      | Youcef Reguigui (8e)                      |
| 2017   | -                      | Joseph Areruya (13e)                      |
| 2018   | -                      | Amanuel Gebrezgabihier (4e)               |
| 2019   | -                      | Ryan Gibbons (3e)                         |
| 2020   | -                      | Louis Meintjes (5e)                       |
| 2021   | -                      | Reinardt Janse van Rensburg (11e)         |

UCI America Tour
| Saison | Classement par équipes | Meilleur coureur au classement individuel |
| ------ | ---------------------- | ----------------------------------------- |
| 2008   | 39e                    | Jay Robert Thomson (312e)                 |
| 2013   | 36e                    | Kristian Sbaragli (293e)                  |
| 2015   | 17e                    | Natnael Berhane (88e)                     |
| 2016   | -                      | Serge Pauwels (246e)                      |
| 2017   | -                      | -                                         |
| 2018   | -                      | Benjamin King (136e)                      |
| 2019   | -                      | Benjamin King (130e)                      |
| 2020   | -                      | Benjamin King (46e)                       |
| 2021   | -                      | Sergio Henao (39e)                        |

UCI Asia Tour
| Saison | Classement par équipes | Meilleur coureur au classement individuel |
| ------ | ---------------------- | ----------------------------------------- |
| 2008   | 52e                    | Ian McLeod (207e)                         |
| 2009   | 15e                    | Christoff van Heerden (17e)               |
| 2010   | 52e                    | Jacobus Venter (268e)                     |
| 2011   | 32e                    | Dennis van Niekerk (82e)                  |
| 2012   | 25e                    | Reinardt Janse van Rensburg (22e)         |
| 2013   | 16e                    | Tsgabu Grmay (27e)                        |
| 2014   | 17e                    | Merhawi Kudus (39e)                       |
| 2015   | 17e                    | Youcef Reguigui (10e)                     |
| 2016   | -                      | Mark Cavendish (1er)                      |
| 2017   | -                      | Ryan Gibbons (10e)                        |
| 2018   | -                      | Amanuel Gebrezgabihier (73e)              |

UCI Europe Tour
| Saison | Classement par équipes | Meilleur coureur au classement individuel |
| ------ | ---------------------- | ----------------------------------------- |
| 2008   | 117e                   | Kevin Evans (1077e)                       |
| 2012   | 39e                    | Reinardt Janse van Rensburg (10e)         |
| 2013   | 21e                    | Gerald Ciolek (10e)                       |
| 2014   | 27e                    | Kristian Sbaragli (57e)                   |
| 2015   | 11e                    | Edvald Boasson Hagen (4e)                 |
| 2016   | -                      | Edvald Boasson Hagen (59e)                |
| 2017   | -                      | Edvald Boasson Hagen (14e)                |
| 2018   | -                      | Edvald Boasson Hagen (106e)               |
| 2019   | -                      | Michael Valgren (66e)                     |
| 2020   | -                      | Giacomo Nizzolo (21e)                     |
| 2021   | -                      | Giacomo Nizzolo (18e)                     |

UCI Oceania Tour
| Saison | Classement par équipes | Meilleur coureur au classement individuel |
| ------ | ---------------------- | ----------------------------------------- |
| 2012   | 6e                     | Reinardt Janse van Rensburg (7e)          |
| 2015   | 9e                     | Tyler Farrar (26e)                        |
| 2016   | -                      | Nathan Haas (14e)                         |
| 2017   | -                      | Nathan Haas (24e)                         |
| 2018   | -                      | Ben O'Connor (94e)                        |
| 2019   | -                      | Ben O'Connor (31e)                        |
| 2020   | -                      | Ben O'Connor (14e)                        |
| 2021   | -                      | Simon Clarke (11e)                        |

En 2016, l'équipe devient une Worldteam et incorpore le classement UCI World Tour.
UCI World Tour
| Saison | Classement par équipes | Meilleur coureur au classement individuel |
| ------ | ---------------------- | ----------------------------------------- |
| 2016   | 18e                    | Mark Cavendish (68e)                      |
| 2017   | 18e                    | Nathan Haas (50e)                         |
| 2018   | 18e                    | Edvald Boasson Hagen (76e)                |

En 2016, le Classement mondial UCI qui prend en compte toutes les épreuves UCI est mis en place parallèlement à l'UCI World Tour et aux circuits continentaux. Il remplace définitivement l'UCI World Tour en 2019.
| Saison | Classement par équipes | Meilleur coureur au classement individuel |
| ------ | ---------------------- | ----------------------------------------- |
| 2016   | -                      | Mark Cavendish (19e)                      |
| 2017   | -                      | Edvald Boasson Hagen (45e)                |
| 2018   | -                      | Edvald Boasson Hagen (82e)                |
| 2019   | 22e                    | Michael Valgren (80e)                     |
| 2020   | 21e                    | Giacomo Nizzolo (24e)                     |
| 2021   | 20e                    | Giacomo Nizzolo (21e)                     |

## Team Qhubeka NextHash en 2021
| Coureur                     | Date de naissance | Nationalité      | Équipe 2020                  | Équipe 2022                        |
| --------------------------- | ----------------- | ---------------- | ---------------------------- | ---------------------------------- |
| Sander Armée                | 10/12/1985        | Belgique         | Lotto-Soudal                 | Cofidis                            |
| Fabio Aru                   | 03/07/1990        | Italie           | UAE Team Emirates            | Retraite                           |
| Carlos Barbero              | 29/04/1991        | Espagne          | NTT Pro Cycling              |                                    |
| Sean Bennett                | 31/03/1996        | États-Unis       | EF Pro Cycling               | China Glory Continental            |
| Connor Brown                | 06/08/1998        | Nouvelle-Zélande | NTT Continental Cycling Team |                                    |
| Victor Campenaerts          | 28/10/1991        | Belgique         | NTT Pro Cycling              | Lotto-Soudal                       |
| Dimitri Claeys              | 18/06/1987        | Belgique         | Cofidis                      | Intermarché-Wanty-Gobert Matériaux |
| Simon Clarke                | 18/07/1986        | Australie        | EF Pro Cycling               | Israel-Premier Tech                |
| Nicholas Dlamini            | 12/08/1995        | Afrique du Sud   | NTT Pro Cycling              | Équipe cycliste Qhubeka            |
| Kilian Frankiny             | 26/01/1994        | Suisse           | Groupama-FDJ                 |                                    |
| Michael Gogl                | 04/11/1993        | Autriche         | NTT Pro Cycling              | Alpecin-Fenix                      |
| Lasse Norman Hansen         | 11/02/1992        | Danemark         | Alpecin-Fenix                | Uno-X Pro Cycling Team             |
| Sergio Henao                | 10/12/1987        | Colombie         | UAE Team Emirates            |                                    |
| Reinardt Janse van Rensburg | 03/02/1989        | Afrique du Sud   | NTT Pro Cycling              |                                    |
| Bert-Jan Lindeman           | 16/06/1989        | Pays-Bas         | Team Jumbo-Visma             | VolkerWessels Cyclingteam          |
| Giacomo Nizzolo             | 30/01/1989        | Italie           | NTT Pro Cycling              | Israel-Premier Tech                |
| Matteo Pelucchi             | 21/01/1989        | Italie           | Bardiani CSF Faizanè         | Retraite                           |
| Robert Power                | 11/05/1995        | Australie        | Team Sunweb                  | Retraite                           |
| Domenico Pozzovivo          | 30/11/1982        | Italie           | NTT Pro Cycling              |                                    |
| Mauro Schmid                | 04/12/1999        | Suisse           | Leopard Pro Cycling          | Quick-Step Alpha Vinyl             |
| Andreas Stokbro             | 08/04/1997        | Danemark         | NTT Pro Cycling              | Team Coop                          |
| Dylan Sunderland            | 26/02/1996        | Australie        | NTT Pro Cycling              | Global 6 Cycling                   |
| Harry Tanfield              | 17/11/1994        | Grande-Bretagne  | AG2R La Mondiale             | Ribble Weldtite Pro Cycling        |
| Karel Vacek                 | 09/09/2000        | Tchéquie         | Team Colpack-Ballan          | Tirol KTM Cycling Team             |
| Emil Vinjebo                | 24/03/1994        | Danemark         | Riwal Securitas              | Riwal Cycling Team                 |
| Max Walscheid               | 13/06/1993        | Allemagne        | NTT Pro Cycling              | Cofidis                            |
| Łukasz Wiśniowski           | 07/12/1991        | Pologne          | CCC Team                     | EF Education-EasyPost              |

## Saisons précédentes
- Saison 2014
- Saison 2015
- Saison 2016
- Saison 2017
- Saison 2018
- Saison 2019
- Saison 2020
- Saison 2021